# Robert Sanford
Pour les articles homonymes, voir Sanford.
Robert Sanford fut l'un des explorateurs anglais de la Province de Caroline au XVIIe siècle pour le compte des huit Lord propriétaires de Caroline qui cherchaient les meilleurs sites pour valoriser les immenses territoires hérités de la charte de 1663. Son premier commanditaire fut le barbadien sir John Yeamans.

## Biographie
Son parcours s'inspire de ceux du capitaine William Hilton, venu de la Barbade en 1663 à la demande des huit Lord propriétaires de Caroline pour explorer la Caroline du Sud, mais dont le premier établissement, à la Colonie du Cape Fear, avait déçu. Robert Sanford avait fait partie de la deuxième expédition du capitaine William Hilton en 1665, pour le compte d'Anthony Ashley-Cooper (1er comte de Shaftesbury).
En 1666 il embarque de Charles Town de Cape Fear, petit établissement situé dans la Colonie du Cape Fear, sur un navire 15 tonneaux équipé d'une chaloupe de 3 tonneaux, et explore la côte vers le sud, ce qui permet de rédiger un récit titré Relation d'un voyage sur la côte de Caroline. Son objectif est de s'installer à Port Royal de la Caroline, le site qu'avait un siècle plus tôt le français Jean Ribault et qu'il atteint le 3 juillet 1666, même si un cacique de la tribu des Kiawa lui avait conseillé d'aller plutôt sur le futur site de la colonie de Charleston. Lorsqu'il arrive à la rivière Savannah, un autre cacique indien lui confie son neveu, tandis que Sanford demande à l'un de ses passagers, le docteur Henry Woodward, de débarquer pour partager la vie des indiens, apprendre leur langue et devenir ainsi un précieux conseiller des huit Lord propriétaires de Caroline, à la recherche des meilleures implantations.
Grâce à ses écrits, les huit Lord propriétaires de Caroline sont décidés en 1669 à créer une nouvelle colonie qu'ils souhaitent d'abord placer à Port Royal de la Caroline, persuadés que la vengeance subie par les espagnols un siècle plus tôt à l'occasion d'une expédition française les découragera d'attaquer le site. IIs commandent trois bateaux venus de Londres avec 150 passagers, qui cinglent vers la Barbade où l'un d'eux, lAlbemarle fait naufrage, et doit être remplacé par un nouveau bateau, le Three Brothers, commandé par le barbadien John Yeamans, mais une tempête fait dévier un autre bateau vers la Virginie et cause le naufrage d'un troisième bateau aux Bermudes, où il faut faire appel à un vieux capitaine expérimenté, William Sayle, qui prend alors la tête de l'expédition. L'un des trois navires fait un crochet par l'île de Niévès pour embarquer le docteur Henry Woodward, alors chirurgien dans un équipage corsaire après avoir été libéré d'une prison espagnole de St. Augustine par le chef de cet équipage. Woodward reçoit alors une donation de terres de 150 acres.